# Jazzgottesdienst

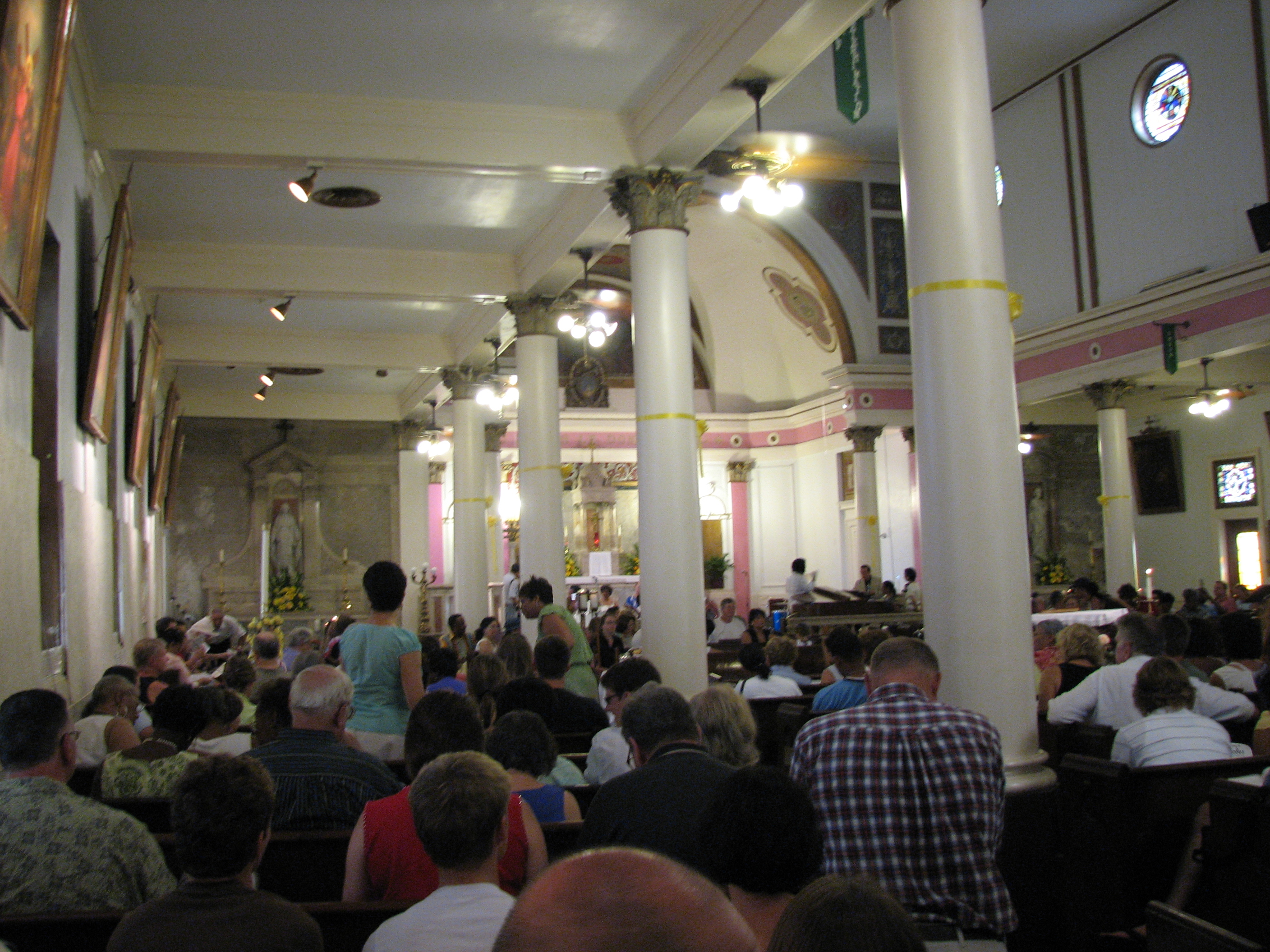
Jazzgottesdienst in der St. Augustine Church, New Orleans (2007)

Ein Jazzgottesdienst ist ein christlicher Gottesdienst, dessen musikalische Gestaltung im Wesentlichen auf der Darbietung von Jazz beruht. Teilweise werden in Deutschland auch Gottesdienste, in denen Spirituals und Gospellieder (in deutscher Übersetzung) gesungen werden, als Jazzgottesdienst tituliert.

## Geschichte
1954 spielte George Lewis das Album Jazz at Vespers ein. In den 1950er Jahren tourten zahlreiche Gospelgruppen in Europa; teilweise traten sie in Kirchen auf. In den späten 1950er Jahren experimentierte in Großbritannien Geoffrey Beaumont mit Jugendgottesdiensten, in die auch jazzorientierte Musik einfloss. Ab 1961 lud John Gensel Jazzgruppen in seinen Gottesdienst in der Advent Lutheran Church in New York ein, ab 1965 zu seiner Jazzvesper in die St. Peter's Lutheran Church.
In Deutschland setzte sich in der evangelischen Kirche ab 1957 die Ansicht durch, „dass populärere Formen des Jazz dazu dienen könnten, Jugendliche für religiöse Inhalte zu sensibilisieren.“ In Hamburg-Harburg wurde 1960 im Gemeindesaal der Paulusgemeinde der „erste Jazzgottesdienst“ Deutschlands mit einem Jugendchor und Mitgliedern des Jugendtanzorchesters durchgeführt. Dabei wurden ein „Hirtencalypso“ und ein „Weihnachtsblues“ gespielt. 1961 wurden auch andernorts Jazzelemente in Jugendgottesdienste integriert, etwa in Limburg durch Dieter Trautwein, in Ottweiler oder in Lahr. In Bad Cannstatt veranstaltete Kurt Rommel in den Kinosälen sehr gut besuchte Jazzgottesdienste; es kamen bis zu 2000 Besucher. In der Düsseldorfer Neanderkirche gestaltete Oskar Gottlieb Blarr Jugendgottesdienste mit Hilfe einer Jazz-Combo und des Spiritual Studio Düsseldorf. Die vermutlich ersten Jazzgottesdienste in Bayern initiierten Joe Viera und Erich Ferstl in Riederau (Ammersee).
Ende 1962 hatten in Krefeld die Darktown Strutters in der Lukaskirche auf Initiative des damaligen Pastors Hellmut Coerper einen ersten Jazzgottesdienst mitgestaltet, dem weitere folgten. Dabei wurden nicht nur Jazzstücke und Spirituals während des Gottesdienstes gespielt: „Damals haben wir anstelle des Glockengeläuts auf dem heute nicht mehr existierenden Turm einige Jahre lang mit Dixieland-Klängen zu den Gottesdiensten gerufen.“ 1962 gestaltete Mani Planzer in der Matthäuskirche von Luzern die ersten Schweizer Jazzgottesdienste. Mitte der 1960er Jahre begannen auch erste Pfarrer und Diakone in der DDR mit Jazzgottesdiensten und dem Konzept „Gottesdienst einmal anders“ gezielt Kirchenräume für Jugendliche zu öffnen. In Cospeda bei Jena, wo die Dresdner Elb Meadow Ramblers in der Kirche auftraten, verwehrte die Feuerwehr nachströmenden Jugendlichen den Eintritt in die überfüllte Kirche.
Zunehmend wurde in Deutschland unter dem Label Jazzgottesdienst weniger Jazz dargeboten, sondern vor allem „schlager-, chanson- und gospelartige Musik.“ Der Tutzinger Theologe Günter Hegele empfahl zwar schon 1960 „Bibelarbeit mit Louis Armstrong“, initiierte aber einen Wettbewerb für das Neue Geistliche Lied, der Lieder wie „Danke für diesen guten Morgen“ hervorbrachte. Joachim-Ernst Berendt kritisierte diese Aktivitäten heftig als Versuche der Anbiederung.

## Jazzmessen
Zahlreiche Komponisten schrieben Musik, die sich im Gottesdienst einsetzen lässt. Hier ist Duke Ellingtons Sacred Music besonders zu erwähnen, der sein erstes Sacred Concert 1965 zur Konsekration der Grace Cathedral in San Francisco aufführte und in rund fünfzig amerikanischen Kirchen wiederholte, aber auch Billy Taylors Make a Joyfull Noice, die 1981 auch in Indianapolis aufgeführt wurde. Auch entstanden einige Jazzmessen, die sich im formalen Aufbau der einzelnen Sätze an klassischen Werken der Sakralmusik orientierten. Die 1958 von Geoffrey Beaumont geschriebene 20th-Century Folk Mass wird hier häufig eingeordnet, enthält aber nur sehr wenige Jazzelemente. In den Niederlanden gründeten Huub Oosterhuis und Bernard Huijbers die Werkgroep for Volkstalliturgie und verfassten schon 1960 eine eigene Adventsliturgie, in der Synkopen und andere Elemente des Jazz „sehr vorsichtig“ verwendet wurden. 1961 folgte eine Fastenliturgie und eine Pfingstliturgie nach.
Der Jazzmusiker Ed Summerlin schrieb, um den Tod seiner Tochter zu verarbeiten, ein Requiem for Mary Jo, das 1959 in der Southern Methodist University uraufgeführt wurde. Dieses Requiem war auch auf seinem Debütalbum Liturgical Jazz (1959), das im Down Beat viereinhalb Sterne erhielt und im März 1960 im Fernsehen präsentiert wurde. Standrod T. Carmichael führte 1961 eine eigene Jazzmesse in St. Louis auf. Lalo Schifrin komponierte 1964 eine Jazzmesse, die von Paul Horn auf Platte eingespielt wurde und 1966 mit zwei Grammies bedacht wurde. Kritiker wie William Robert Miller warfen dem Werk Eklektizismus vor und wiesen Anleihen bei zahlreichen Komponisten sowie Hollywood-Effekte nach; vom Jazz geprägt sei nur das Spiel des Solisten.
Aufbauend auf Mary Elaine Gentemann und der kongolesischen Missa Nuba legte Clarence Rivers 1964 sein American Mass Program vor; seine Jazzmesse The Brotherhood of Man wurde 1967 auch beim Newport Jazz Festival aufgeführt. Insgesamt drei Jazzmessen verfasste ab 1966 Mary Lou Williams, die vergeblich versuchte, den Vatikan zu einer zustimmenden Haltung zu Jazzgottesdiensten zu bewegen. Ihr folgte Eddie Bonnemere, der gleichfalls mehrere Jazzmessen schrieb und in der Gemeinde von St. Thomas the Apostle in Manhattan diese auch regelmäßig aufführen konnte. 1978 führte der finnische Jazzmusiker Heikkie Sarmanto seine Jazzmesse in der St. Peter's Lutheran Church in New York auf. Großen Erfolg, auch international, hatte Robert Rays Chorwerk Gospel Mass (1981).
In Deutschland wurde 1965 in der Katholischen Akademie Münster eine Messe von Peter Janssens aufgeführt, die alte Kirchentonarten mit Jazzelementen verband. 1966 schrieb Hermann Gehlen eine (kurze) Jazzmesse, die 1969 mit dem Orchester Kurt Edelhagen, der Solistin Agnes Giebel und dem Chor des Düsseldorfer Musikvereins eingespielt wurde. 2019 wurde die Jazzmesse „Giver of Life“ des Jazzkomponisten Matthias Petzold uraufgeführt, die nicht nur mit Jazzelementen, sondern auch mit afrikanischen und lateinamerikanischen Rhythmen arbeitet. Weitere Jazzmessen schrieben Claus Bantzer, Kenn Cox, Jan Gunnar Hoff, Wynton Marsalis, Johannes Matthias Michel oder Erich Kleinschuster.